# Ethel Catherwood
Ethel Mary Catherwood (Hannah, 28 de abril de 1908 – Grass Valley, 26 de setembro de 1987) foi uma atleta do Canadá, primeira campeã olímpica no salto em altura.